# 1900 în film
- 1899 în cinematografie — 1900 în cinematografie — 1901 în cinematografie

## Filme produse în 1900
| Nr. | Titlu                       | Venituri |
| --- | --------------------------- | -------- |
| 1.  | As Seen Through a Telescope |          |
| 2.  | The Beggar's Deceit         |          |
| 3.  | The Enchanted Drawing       |          |
| 4.  | Explosion of a Motor Car    |          |
| 5.  | Grandma's Reading Glass     |          |
| 6.  | Sherlock Holmes Baffled     |          |
| 7.  | The Two Blind Men           |          |

## Nașteri
| Lună       | Zi | Nume            | Profesie           | Anul morții |
| ianuarie   | 1  | Mildred Davis   | actriță            | 1969        |
| ianuarie   | 2  | William Haines  | actor              | 1973        |
| ianuarie   | 30 | Martita Hunt    | actriță            | 1969        |
| februarie  | 16 | Albert Hackett  | scenarist          | 1995        |
| februarie  | 22 | Luis Buñuel     | scenarist, regizor | 1983        |
| februarie  | 26 | Jean Negulescu  | regizor            | 1993        |
| martie     | 3  | Edna Best       | actriță            | 1974        |
| aprilie    | 5  | Spencer Tracy   | actor              | 1967        |
| iulie      | 10 | Evelyn Laye     | actriță            | 1996        |
| iulie      | 27 | Charles Vidor   | regizor            | 1959        |
| august     | 19 | Colleen Moore   | actriță            | 1988        |
| septembrie | 13 | Gladys George   | actriță            | 1954        |
| octombrie  | 9  | Alastair Sim    | actor              | 1976        |
| octombrie  | 10 | Helen Hayes     | actriță            | 1993        |
| octombrie  | 15 | Fritz Feld      | actor              | 1993        |
| octombrie  | 15 | Mervyn LeRoy    | regizor            | 1987        |
| octombrie  | 17 | Jean Arthur     | actriță            | 1991        |
| noiembrie  | 5  | Natalie Schafer | actriță            | 1991        |
| decembrie  | 6  | Agnes Moorehead | actriță            | 1974        |
| decembrie  | 17 | Katina Paxinou  | actriță            | 1974        |